# استیو کمبر
استیو کمبر (انگلیسی: Steve Kember؛ زادهٔ ۸ دسامبر ۱۹۴۸) یک بازیکن فوتبال و مربی اهل انگلستان است.
وی سابقه بازی در تیم‌های کریستال پالاس، چلسی و لستر سیتی را دارد.